# وحيد العبيدي
وحيد العبيدي، تونسي من مواليد 24 ديسمبر 1960 ونائب رئيس اللجنة الكشفية العالمية، الهيئة التنفيذية الرئيسية للمنظمة العالمية للحركة الكشفية، ورئيس مجلس إدارة في المؤتمر الكشفي العالمي. مهنيا، يعمل العبيدي كمستشار سياسي واقتصادي، متخصص في المجتمع المدني العربي، وتعزيز الديمقراطية وحقوق الإنسان.
العبيدي هو كبير المستشارين السياسيين السابقين لمنظمة السلام الأخضر العالمية، ومشارك حملات ضد التلوث والسموم الضارة بالبيئة وهي محلات تابعة لمنظمة السلام الأخضر التونسية. كما أنه أخصائي سياسي واقتصادي في مبادرة الشراكة الشرق أوسطية (MEPI).

## التعليم
درس العبيدي علم الأحياء في الجامعة التونسية للعلوم كطالب جامعي، ثم حصل على درجة الماجستير في نفس الجامعة والاختصاص. توجه إثر ذلك إلى البحث في علم الوراثة في نفس الجامعة وحصل على شهادة التدريس في المدرسة الثانوية. بين عامي 1991 و 1992، اشتغل العبيدي كمدرسٍ في مدرسة ثانوية ومستشارًا تعليميًا.
كان قائداً لاتحاد الطلبة بكلية العلوم بين 1980 و 1984 وعضوًا في مجلس إدارة اتحاد التعليم (نقابة العمال) بين عامي 1988 و 1992.

## الكشافة
مَثَّل العبيدي الكشافة في المجلس الوطني للشباب التونسي، حيث كان نشطًا في الكشافة منذ عام 1968 دون انقطاع. حاصل على «4 شارات خشبية» (مدرب المدربين في الكشافة). تم انتخابه كعضو مجلس إدارة جمعية الكشافة التونسية لمدة 6 ولايات (1988-2008).
شغل العبيدي منصب رئيس لجنة تنمية المجتمع في الإقليم الكشفي العربي لمكتب الكشافة العالمي من 1999-2007. كما شغل منصب رئيس اللجنة المنظمة للمؤتمر الكشفي العالمي السابع والثلاثين في تونس عام 2005. شارك العبيدي في اللجنة المنظمة للمخيم العالمي (تايلاند 2003). وقد حضر أيضا المؤتمرات الكشفية العالمية 35 و 36 و 37 وأربعة مؤتمرات كشفية عربية. وهو عضو في فرقة العمل المعنية بمراجعة الحوكمة في الكشافة العالمية، وتَرَأس وفود لأكثر من عشرة أحداث شبابية إقليمية ودولية بين عامي 1982-2002. في عام 2017، حصل على وسام الذئب البرونزي الـ355، وهو الوسام الوحيد الذي تمنحه المنظمة العالمية للحركة الكشفية، للذين قدموا خدمات استثنائية للكشافة العالمية.

### تكريم وجوائز كشفية
- جائزة الشرف الكشافة التقديرية: جائزة الكشافة التونسية الأعلى مرتبة وقيمة.
- جائزة الكشافة من المكتب الكشفي العالمي (سبتمبر 2005)
- الميدالية الذهبية من الوكالة التونسية لحماية البيئة لمشاريع تنظيف الشواطئ
- جائزة «أفضل صديق للطبيعة» من الجمعية العربية لحماية الطيور
- جائزة الشباب المتفوق من وزارة الشباب والرياضة التونسية

## روابط خارجية
- انتخاب زعيم كشافة لندن في اللجنة الكشفية العالمية.
- Armed Vessel Stops GP Approaching Tunis T.Waste Site
- الهيكل التنظيمي للجنة
- قائمة المشاركين